# Condado de Alcona
El condado de Alcona (en inglés: Alcona County, Míchigan), fundado en 1840, es uno de los 83 condados del estado estadounidense de Míchigan. En el año 2000 tenía una población de 11.719 habitantes con una densidad poblacional de 39 personas por km². La sede del condado es Harrisville.

## Geografía
Según la Oficina del Censo, el condado tiene un área total de 4639 km² (1791,1 mi²), de la cual 1748 km² (674,9 mi²) es tierra y 2890 km² (1115,8 mi²) es agua.

## Condados adyacentes
- Condado de Alpena norte
- Condado de Iosco sur
- Condado de Ogemaw suroeste
- Condado de Oscoda oeste
- Condado de Montmorency noroeste

## Demografía
En el 2000 la renta per cápita promedia del condado era de $31,362, y el ingreso promedio para una familia era de $35,669. El ingreso per cápita para el condado era de $17,653. En 2000 los hombres tenían un ingreso per cápita de $29,712 frente a los $20,566 que percibían las mujeres. Alrededor del 12.60% de la población estaba bajo el umbral de pobreza nacional.

## Lugares

### Ciudades y villas
- Lincoln
- Harrisville

### Áreas designadas por el censo
- Lost Lake Woods
- Hubbard Lake

### Comunidades no incorporadas
- Alcona
- Alvin
- Backus Beach
- Barton City
- Black River
- Curran
- Curtisville
- Glennie
- Greenbush
- Killmaster
- Larson Beach
- Mikado
- Springport
- Spruce

### Municipios
| - Municipio de Alcona - Municipio de Caledonia - Municipio de Curtis | - Municipio de Greenbush - Municipio de Gustin - Municipio de Harrisville | - Municipio de Hawes - Municipio de Haynes - Municipio de Mikado | - Municipio de Millen - Municipio de Mitchell |